# Dike Basket Napoli 2016-2017
Questa voce raccoglie le informazioni riguardanti la Dike Basket Napoli nelle competizioni ufficiali della stagione 2016-2017.

## Stagione
La stagione 2016-2017 della Dike Basket Napoli, sponsorizzata  Saces Mapei Givova è la terza che disputa in Serie A1 femminile.
Il 3 ottobre, dopo la sconfitta alla prima di campionato, viene sostituito l'allenatore Roberto Ricchini con Nino Molino.

## Verdetti stagionali
Competizioni nazionali
- Serie A1:

stagione regolare: 6º posto su 12 squadre (14-8);
play-off: quarti di finale persi contro Venezia (1-2).
- Coppa Italia:

Secondo turno perso contro Schio.

## Rosa
|    | Naz.                                     | Ruolo | Sportivo                   | Anno | Alt. |  |       |
| -- | ---------------------------------------- | ----- | -------------------------- | ---- | ---- |  | ----- |
| 5  | Italia (bandiera)                        | PG    | Chiara Pastore             | 1986 | 178  |  |       |
| 6  | Italia (bandiera)                        | A     | Sabrina Cinili             | 1989 | 190  |  |       |
| 7  | Croazia (bandiera)                       | G     | Josipa Silov               | 1998 | 170  |  |       |
| 9  | Italia (bandiera)                        | P     | Beatrice Carta             | 1992 | 172  |  |       |
| 10 | Argentina (bandiera) · Italia (bandiera) | A     | Alejandra Chesta           | 1982 | 188  |  |       |
| 13 | Argentina (bandiera) · Italia (bandiera) | P     | Débora González            | 1990 | 170  |  |       |
| 14 | Bulgaria (bandiera) · Italia (bandiera)  | AC    | Polina Vasileva Chelenkova | 1998 | 188  |  |       |
| 15 | Italia (bandiera)                        | PG    | Roberta Dentamaro          | 1997 | 172  |  |       |
| 17 | Italia (bandiera)                        | G     | Giulia Sorrentino          | 1998 | 170  |  |       |
| 18 | Italia (bandiera)                        |       | Federica Grumetti          | 1999 |      |  | [ 4 ] |
| 20 | Italia (bandiera)                        | C     | Maria Giuseppone           | 1999 | 185  |  |       |
| 21 | Stati Uniti (bandiera)                   | C     | Reshanda Gray              | 1993 | 188  |  |       |
| 23 | Grecia (bandiera)                        | G     | Jacki Gemelos              | 1988 | 182  |  |       |
| 25 | Ungheria (bandiera)                      | PG    | Katalin Honti              | 1987 | 177  |  | [ 5 ] |
| 55 | Stati Uniti (bandiera)                   | C     | Theresa Plaisance          | 1992 | 196  |  |       |

## Mercato

### Sessione estiva
Rinnovato il contratto per le playmaker Chiara Pastore e Beatrice Carta, la società ha effettuato i seguenti trasferimenti:
| Acquisti | Acquisti                   | Acquisti             | Acquisti   |
| R.       | Nome                       | da                   | Modalità   |
| -------- | -------------------------- | -------------------- | ---------- |
| A        | Sabrina Cinili             | Zamarat              | definitivo |
| G        | Josipa Silov               | -                    | definitivo |
| A        | Alejandra Chesta           | CUS Cagliari         | definitivo |
| P        | Débora González            | Eirene Ragusa        | definitivo |
| AC       | Polina Vasileva Chelenkova | Virtus Basket Ariano | definitivo |
| PG       | Roberta Dentamaro          | Salerno Basket 92    | definitivo |
| G        | Giulia Sorrentino          | Famila Schio         | definitivo |
| C        | Reshanda Gray              | PB63 Battipaglia     | definitivo |
| G        | Jacki Gemelos              | Avenida              | definitivo |
| C        | Theresa Plaisance          | Botaş                | definitivo |

| Cessioni | Cessioni                | Cessioni         | Cessioni       |
| R.       | Nome                    | a                | Modalità       |
| -------- | ----------------------- | ---------------- | -------------- |
| P        | Claudia Minichino       | Verga Palermo    | fine contratto |
| GA       | Martina Fassina         | -                | fine contratto |
| G        | Emanuela Pompea Moretti | -                | fine contratto |
| G        | Roberta Bellotti        | -                | fine contratto |
| C        | Natalie Achonwa         | -                | fine contratto |
| A        | Carolina Pappalardo     | Cest. Spezzina   | fine contratto |
| G        | Sara Bocchetti          | Cest. Spezzina   | fine contratto |
| GA       | Silvia Ceccarelli       | FeBa Civ. Marche | fine contratto |
| AC       | Cierra Burdick          | Bnot Herzliya    | fine contratto |
| C        | Gintarė Petronytė       | Mersin BSB       | fine contratto |
| A        | Gabrielė Narvičiūtė     | USE Empoli       | fine contratto |
| G        | Noelle Quinn            | Seattle Storm    | fine contratto |

### Sessione autunnale
| Acquisti | Acquisti      | Acquisti | Acquisti   |
| R.       | Nome          | da       | Modalità   |
| -------- | ------------- | -------- | ---------- |
| PG       | Katalin Honti | Sopron   | definitivo |

| Cessioni | Cessioni | Cessioni | Cessioni |
| R.       | Nome     | a        | Modalità |
| -------- | -------- | -------- | -------- |

## Risultati

### Campionato

#### Play-off

##### Quarti di finale
| Arbitri: | Alessandro Saraceni (Bologna) Stefano Del Greco (Verona) Francesco Meneghini (Thiene) |

|           |          |                    |
| Walker 16 | Punti    | 15 Gray            |
| Dotto 4   | Assist   | 3 Cinili, González |
| Walker 8  | Rimbalzi | 13 Gray            |

| Arbitri: | Guido Giovannetti (Terni) Pasquale Pecorella (Trani) Diletta Bandinelli (Siena) |

|                    |          |                     |
| Gemelos 19         | Punti    | 19 Walker           |
| Cinili, Gemelos 4  | Assist   | 2 Dotto, Fontenette |
| Gray, Plaisance 10 | Rimbalzi | 10 Růžičková        |

| Arbitri: | Daniele Foti (Milano) Simone Patti (Siracusa) Angela Castiglione (Palermo) |

|              |          |                    |
| Růžičková 19 | Punti    | 15 Gray            |
| Fontenette 4 | Assist   | 2 González, Gray   |
| Růžičková 10 | Rimbalzi | 14 Gray, Plaisance |

### Coppa Italia

#### Primo turno
| Arbitri: | Angelo Caforio (Brindisi) Damiano Capozziello (Brindisi) Veronica Restuccia (Messina) |

|                    |          |             |
| Gray 32            | Punti    | 22 Williams |
| Cinili, González 5 | Assist   |             |
| Gray 20            | Rimbalzi | 8 Williams  |

#### Secondo turno
| Arbitri: | Alessandro Nicolini (Palermo) Simone Patti (Siracusa) Silvia Marziali (Edolo) |

|                                   |          |         |
| Macchi, Zandalasini 16 Sottana 15 | Punti    | 21 Gray |
| (6 giocatrici) 3                  | Assist   | 5 Carta |
| Anderson 9                        | Rimbalzi | 9 Gray  |

## Statistiche

### Statistiche di squadra
| Competizione | Punti | In casa | In casa | In casa | In casa | In casa | In trasferta | In trasferta | In trasferta | In trasferta | In trasferta | Totale | Totale | Totale | Totale | Totale | Totale |
| Competizione | Punti | G       | V       | P       | Ptf     | Pts     | G            | V            | P            | Ptf          | Pts          | G      | V      | P      | Ptf    | Pts    | Diff.  |
| ------------ | ----- | ------- | ------- | ------- | ------- | ------- | ------------ | ------------ | ------------ | ------------ | ------------ | ------ | ------ | ------ | ------ | ------ | ------ |
| Serie A1     | 28    | 11      | 9       | 2       | 824     | 728     | 11           | 5            | 6            | 717          | 738          | 22     | 14     | 8      | 1541   | 1466   | +75    |
| Play-off     |       | 1       | 1       | 0       | 71      | 58      | 2            | 0            | 2            | 101          | 128          | 3      | 1      | 2      | 172    | 186    | -14    |
| Coppa Italia |       | 1       | 1       | 0       | 91      | 60      | 1            | 0            | 1            | 54           | 86           | 2      | 1      | 1      | 145    | 146    | -1     |
| Totale       | 28    | 13      | 11      | 2       | 986     | 846     | 14           | 5            | 9            | 872          | 952          | 27     | 16     | 11     | 1858   | 1798   | +60    |

### Andamento in campionato
| Giornata  | 1 | 2 | 3 | 4 | 5 | 6 | 7 | 8 | 9 | 10 | 11 | 12 | 13 | 14 | 15 | 16 | 17 | 18 | 19 | 20 | 21 | 22 |
| --------- | - | - | - | - | - | - | - | - | - | -- | -- | -- | -- | -- | -- | -- | -- | -- | -- | -- | -- | -- |
| Luogo     | T | C | T | C | T | T | C | C | T | C  | T  | C  | T  | C  | T  | C  | C  | T  | T  | C  | T  | C  |
| Risultato | P | V | P | V | V | V | P | V | P | V  | V  | V  | P  | V  | V  | V  | V  | P  | V  | P  | P  | V  |
| Posizione | 7 | 6 | 7 | 8 | 5 | 5 | 6 | 5 | 6 | 6  | 6  | 6  | 6  | 6  | 5  | 4  | 4  | 5  | 5  | 6  | 6  | 6  |

Legenda:

Luogo: C = Casa; T = Trasferta. Risultato: V = Vittoria; N = Pareggio; P = Sconfitta.

### Statistiche delle giocatrici
Campionato (stagione regolare e play-off) e Coppa Italia
| Giocatrice        | Partite | Partite | Partite | Pun | Min. | Falli | Falli | Tiri da 2 | Tiri da 2 | Tiri da 2 | Tiri da 3 | Tiri da 3 | Tiri da 3 | Tiri Liberi | Tiri Liberi | Tiri Liberi | Rimbalzi | Rimbalzi | Rimbalzi | Stopp. | Stopp. | Palle | Palle | Ass | Val. | Val.  | A+dP |
| Giocatrice        | Pr      | PG      | SF      | Pun | Min. | C     | S     | R         | T         | %         | R         | T         | %         | R           | T           | %           | O        | D        | T        | D      | S      | P     | R     | Ass | Lega | OER   | A+dP |
| ----------------- | ------- | ------- | ------- | --- | ---- | ----- | ----- | --------- | --------- | --------- | --------- | --------- | --------- | ----------- | ----------- | ----------- | -------- | -------- | -------- | ------ | ------ | ----- | ----- | --- | ---- | ----- | ---- |
| Reshanda Gray     | 26      | 26      | 26      | 510 | 851  | 89    | 154   | 179       | 311       | 57,6      | 5         | 15        | 33,3      | 137         | 193         | 71,0        | 116      | 176      | 292      | 13     | 11     | 93    | 55    | 15  | 648  | 7,60  | -23  |
| Theresa Plaisance | 27      | 27      | 26      | 402 | 898  | 70    | 60    | 112       | 242       | 46,3      | 47        | 157       | 29,9      | 37          | 51          | 72,5        | 61       | 225      | 286      | 16     | 5      | 77    | 34    | 22  | 414  | 4,81  | -21  |
| Jacki Gemelos     | 18      | 18      | 18      | 245 | 629  | 21    | 32    | 50        | 98        | 51,0      | 40        | 102       | 39,2      | 25          | 34          | 73,5        | 11       | 80       | 91       | 5      | 1      | 37    | 49    | 40  | 284  | 11,80 | 52   |
| Débora González   | 27      | 25      | 25      | 243 | 806  | 36    | 70    | 51        | 108       | 47,2      | 31        | 96        | 32,3      | 48          | 59          | 81,4        | 12       | 35       | 47       | 1      | 5      | 51    | 45    | 70  | 251  | 2,62  | 64   |
| Sabrina Cinili    | 27      | 27      | 27      | 200 | 925  | 60    | 52    | 54        | 130       | 41,5      | 24        | 74        | 32,4      | 20          | 26          | 76,9        | 27       | 86       | 113      | 10     | 2      | 60    | 82    | 60  | 263  | 3,84  | 82   |
| Beatrice Carta    | 27      | 24      | 2       | 124 | 507  | 49    | 38    | 29        | 63        | 46,0      | 16        | 65        | 24,6      | 18          | 23          | 78,3        | 12       | 31       | 43       |        | 4      | 43    | 27    | 52  | 100  | 3,06  | 36   |
| Alejandra Chesta  | 27      | 25      | 3       | 79  | 394  | 36    | 7     | 15        | 31        | 48,4      | 15        | 45        | 33,3      | 4           | 5           | 80,0        | 5        | 38       | 43       | 2      |        | 22    | 13    | 7   | 46   | 5,49  | -2   |
| Katalin Honti     | 7       | 7       | 7       | 32  | 220  | 12    | 9     | 9         | 27        | 33,3      | 4         | 7         | 57,1      | 2           | 4           | 50,0        | 6        | 18       | 24       |        | 2      | 14    | 9     | 14  | 37   | 0,66  | 9    |
| Chiara Pastore    | 26      | 10      | 1       | 18  | 117  | 11    | 14    | 4         | 12        | 33,3      | 1         | 4         | 25,0      | 7           | 9           | 77,8        | 1        | 10       | 11       |        | 2      | 5     | 14    | 5   | 31   | 3,10  | 14   |
| Roberta Dentamaro | 27      | 10      |         | 5   | 67   | 7     |       | 1         | 3         | 33,3      | 1         | 5         | 20,0      |             |             |             |          | 4        | 4        | 1      |        | 4     | 3     | 2   | -2   | 0,19  | 1    |
| Giulia Sorrentino | 27      | 5       |         |     | 11   | 1     |       | 0         | 1         | 0,0       |           |           |           |             |             |             |          | 1        | 1        |        | 1      |       |       |     | -2   | 0,00  |      |
| Josipa Silov      | 3       |         |         |     |      |       |       |           |           |           |           |           |           |             |             |             |          |          |          |        |        |       |       |     |      | 0,00  |      |
| Federica Grumetti | 1       |         |         |     |      |       |       |           |           |           |           |           |           |             |             |             |          |          |          |        |        |       |       |     |      | 0,00  |      |